# Helen Suzman
Helen Suzman, født Helen Gavronsky (7. november 1917 i Germiston, Sydafrika – 1. januar 2009 i Johannesburg, Sydafrika), var en anti-apartheid aktivist og politiker og datter af littauisk-jødiske immigranter. Hun studerede økonomi og statistik ved Witwatersrand University.
I 1953 blev hun indvalgt i parlamentet som medlem af United Party, men skiftede til det liberale Progressive Parti i 1959.
Suzman blev kendt for sin stærke kritik af apartheid.
Hun besøgte talrige gange Nelson Mandela i fængslet og stod ved hans side, da han underskrev den nye forfatning i 1996.